# José Militão Costa
José Militão Costa (Ibiraci, 13 de maio de 1942) é um advogado e político brasileiro do estado de Minas Gerais.
José Militão foi deputado estadual de Minas Gerais por duas legislaturas consecutivas: na 11ª e 12ª legislatura (1989-1995), pelo PFL.

Em 1998 foi eleito deputado federal por Minas Gerais, atuando na Câmara por duas legislaturas: 51ª e 52ª legislatura (1999-2007). 